# Boxe no World Combat Games de 2013
A disputa do Boxe no World Combat Games de St. Petersburg-2013 na Arena 1 do Yubileiny Sports Complex nos dias 20, 22 (Fase Preliminar) e 24 de Outubro (Finais).

## Quadro de Medalhas
Legenda:
| Ordem | País           | Medalha de ouro | Medalha de prata | Medalha de bronze | Total |
| ----- | -------------- | --------------- | ---------------- | ----------------- | ----- |
| 1     | Rússia         | 9               | 2                | 2                 | 13    |
| 2     | Estados Unidos | 1               | 2                | 5                 | 8     |
| 3     | Reino Unido    | 1               | 1                | 2                 | 4     |
| 4     | Uzbequistão    | 1               | 1                | 1                 | 3     |
| 5     | Brasil         | 1               | 0                | 1                 | 2     |
| 6     | Ucrânia        | 0               | 3                | 1                 | 4     |
| 7     | China          | 0               | 2                | 2                 | 4     |
| 8     | Azerbaijão     | 0               | 1                | 2                 | 3     |
| 9     | Roménia        | 0               | 1                | 1                 | 2     |
| 10    | Bulgária       | 0               | 0                | 4                 | 4     |
| 11    | Quirguistão    | 0               | 0                | 2                 | 2     |
| 12    | Turquia        | 0               | 0                | 1                 | 1     |
| Total | Total          | 13              | 13               | 24                | 50    |

## Medalhistas

### Masculino
| Evento | Ouro                       | Prata                        | Bronze                     |
| ------ | -------------------------- | ---------------------------- | -------------------------- |
| 49 kg  | Valentin Chebochakov (RUS) | Zonglin Wu (CHN)             | Amis Enver (ROU)           |
| 49 kg  | Valentin Chebochakov (RUS) | Zonglin Wu (CHN)             | Leopoldo Martinez (USA)    |
| 52 kg  | Shakhobidin Zoirov (UZB)   | Viacheslav Tashkarakov (RUS) | Abdulrahman Shirinov (AZE) |
| 52 kg  | Shakhobidin Zoirov (UZB)   | Viacheslav Tashkarakov (RUS) | Tinko Banabakov (BUL)      |
| 56 kg  | Sergey Vodopiyanov (RUS)   | Khurboev Zokhidjon (UZB)     | Stephen Fulton (USA)       |
| 56 kg  | Sergey Vodopiyanov (RUS)   | Khurboev Zokhidjon (UZB)     | Bektur Otogonow (KGZ)      |
| 60 kg  | Viacheslav Shipunov (RUS)  | Cresencio Ramos (USA)        | Lyuben Todorov (BUL)       |
| 60 kg  | Viacheslav Shipunov (RUS)  | Cresencio Ramos (USA)        | Adilet Bekeev (KGZ)        |
| 64 kg  | Joedison Teixeira (BRA)    | Aleksandr Grechiha (UKR)     | Nicholas Jefferson (USA)   |
| 64 kg  | Joedison Teixeira (BRA)    | Aleksandr Grechiha (UKR)     | Maxim Dadashev (RUS)       |
| 69 kg  | Islam Edisultanov (RUS)    | Elnur Suleymanov (AZE)       | Tony Losey (USA)           |
| 69 kg  | Islam Edisultanov (RUS)    | Elnur Suleymanov (AZE)       | Onur Sipal (TUR)           |
| 75 kg  | Petr Khamukov (RUS)        | Vladyslav Voitaliuk (UKR)    | Danny Dignum (GBR)         |
| 75 kg  | Petr Khamukov (RUS)        | Vladyslav Voitaliuk (UKR)    | Lucas Martins (BRA)        |
| 81 kg  | Dmitry Bivol (RUS)         | Jake Ball (GBR)              | Elvin Gambarov (AZE)       |
| 81 kg  | Dmitry Bivol (RUS)         | Jake Ball (GBR)              | Zukhriddin Makhkamov (UZB) |
| 91 kg  | Pavel Nikitaev (RUS)       | Arseniy Azizov (UKR)         | Josh Temple (USA)          |
| 91 kg  | Pavel Nikitaev (RUS)       | Arseniy Azizov (UKR)         | Zhe Zhang (CHN)            |
| +91 kg | Sergey Kuzmin (RUS)        | Preda Marian (ROU)           | Not awarded                |

### Feminino
| Evento | Ouro                    | Prata                     | Bronze                    |
| ------ | ----------------------- | ------------------------- | ------------------------- |
| 51 kg  | Olesya Gladkova (RUS)   | Marlen Esparza (USA)      | Hai Juan Si (CHN)         |
| 51 kg  | Olesya Gladkova (RUS)   | Marlen Esparza (USA)      | Stoyka Petrova (BUL)      |
| 60 kg  | Queen Underwood (USA)   | Anastasia Beliakova (RUS) | Svetlana Staneva (BUL)    |
| 60 kg  | Queen Underwood (USA)   | Anastasia Beliakova (RUS) | Natasha Jonas (GBR)       |
| 75 kg  | Savannah Marshall (GBR) | Qian Li (CHN)             | Nila Lipska (UKR)         |
| 75 kg  | Savannah Marshall (GBR) | Qian Li (CHN)             | Iaroslava Iakushina (RUS) |